# Puchar Świata w biathlonie 1985/1986
Puchar Świata w biathlonie 1985/1986 to 9. sezon w historii tej dyscypliny sportu. Pierwsze zawody odbyły się 16 stycznia 1986 r. we włoskiej Anterselvie, zaś sezon zakończył się 16 marca 1986 w szwedzkim Boden. Najważniejszą imprezą sezonu były mistrzostwa świata w Oslo/Falun.
Wśród mężczyzn triumf odniósł André Sehmisch z NRD. Drugie miejsce zajął Peter Angerer z RFN, a trzecie miejsce zajął kolejny zawodnik z NRD, Matthias Jacob. 
W klasyfikacji generalnej pań zwyciężyła Szwedka Eva Korpela, która wyprzedziła Norweżkę Sannę Grønlid i Lise Meloche z Kanady.

## Kalendarz
- Anterselva – 16 - 19 stycznia 1986
- Feistritz – 23 - 26 stycznia 1986
- Ruhpolding – 30 stycznia - 2 lutego 1986
- Falun – 13 - 16 lutego 1986 (MŚ kobiety)
- Holmenkollen – 21 - 23 lutego 1986 (MŚ mężczyźni)
- Lahti – 7 - 9 marca 1986
- Boden – 14 - 16 marca 1986

## Mężczyźni

### Wyniki
| 1. Anterselva, 16.1.1986 – 19.1.1986 | 1. Anterselva, 16.1.1986 – 19.1.1986 | 1. Anterselva, 16.1.1986 – 19.1.1986                                                 | 1. Anterselva, 16.1.1986 – 19.1.1986                                  | 1. Anterselva, 16.1.1986 – 19.1.1986                                            |
| Data                                 | Konkurencja                          | miejsce                                                                              | miejsce                                                               | miejsce                                                                         |
| ------------------------------------ | ------------------------------------ | ------------------------------------------------------------------------------------ | --------------------------------------------------------------------- | ------------------------------------------------------------------------------- |
| 16 stycznia 1986                     | Bieg indywidualny (20 km)            | Walerij Miedwiedcew                                                                  | Gottlieb Taschler                                                     | Siergiej Antonow                                                                |
| 18 stycznia 1986                     | Sprint (10 km)                       | Peter Angerer                                                                        | Andriej Niepiein                                                      | Gisle Fenne                                                                     |
| 19 stycznia 1986                     | Sztafeta (4 × 7,5 km)                | ZSRR II Dmitrij Wasiljew · Konstantin Wajgin · Aleksandr Popow · Walerij Miedwiedcew | Norwegia Øivind Nerhagen · Eirik Kvalfoss · Kjell Søbak · Gisle Fenne | ZSRR I Andriej Niepiein · Siergiej Antonow · Jurij Kaszkarow · Siergiej Bułygin |

| 2. Feistritz, 23.1.1986 – 26.1.1986 | 2. Feistritz, 23.1.1986 – 26.1.1986 | 2. Feistritz, 23.1.1986 – 26.1.1986                                      | 2. Feistritz, 23.1.1986 – 26.1.1986                                                  | 2. Feistritz, 23.1.1986 – 26.1.1986                                             |
| Data                                | Konkurencja                         | miejsce                                                                  | miejsce                                                                              | miejsce                                                                         |
| ----------------------------------- | ----------------------------------- | ------------------------------------------------------------------------ | ------------------------------------------------------------------------------------ | ------------------------------------------------------------------------------- |
| 23 stycznia 1986                    | Bieg indywidualny (20 km)           | Siergiej Antonow                                                         | Dmitrij Wasiljew                                                                     | André Sehmisch                                                                  |
| 25 stycznia 1986                    | Sprint (10 km)                      | Andriej Niepiein                                                         | André Sehmisch                                                                       | Frank-Peter Roetsch                                                             |
| 26 stycznia 1986                    | Sztafeta (4 × 7,5 km)               | NRD Jürgen Wirth · Frank-Peter Roetsch · Matthias Jacob · André Sehmisch | ZSRR II Andriej Niepiein · Walerij Miedwiedcew · Aleksandr Popow · Konstantin Wajgin | ZSRR I Dmitrij Wasiljew · Siergiej Antonow · Jurij Kaszkarow · Siergiej Bułygin |

| 3. Oberhof, 30.1.1986 – 2.2.1986 | 3. Oberhof, 30.1.1986 – 2.2.1986 | 3. Oberhof, 30.1.1986 – 2.2.1986                                                  | 3. Oberhof, 30.1.1986 – 2.2.1986                                         | 3. Oberhof, 30.1.1986 – 2.2.1986                                                    |
| Data                             | Konkurencja                      | miejsce                                                                           | miejsce                                                                  | miejsce                                                                             |
| -------------------------------- | -------------------------------- | --------------------------------------------------------------------------------- | ------------------------------------------------------------------------ | ----------------------------------------------------------------------------------- |
| 30 stycznia 1986                 | Bieg indywidualny (20 km)        | Peter Angerer                                                                     | André Sehmisch                                                           | Anatolij Żdanowicz                                                                  |
| 1 lutego 1986                    | Sprint (10 km)                   | Matthias Jacob                                                                    | André Sehmisch                                                           | Frank-Peter Roetsch                                                                 |
| 2 lutego 1986                    | Sztafeta (4 × 7,5 km)            | ZSRR I Władimir Alikin · Siergiej Idinow · Walerij Kirijenko · Anatolij Żdanowicz | NRD Jürgen Wirth · Matthias Jacob · Frank-Peter Roetsch · André Sehmisch | ZSRR II Ewien Tudiebierg · Algimantas Šalna · Andriej Zienkow · Aleksandr Tropnikow |

| Mistrzostwa świata Holmenkollen, 21.2.1986 – 23.2.1986 | Mistrzostwa świata Holmenkollen, 21.2.1986 – 23.2.1986 | Mistrzostwa świata Holmenkollen, 21.2.1986 – 23.2.1986                           | Mistrzostwa świata Holmenkollen, 21.2.1986 – 23.2.1986                   | Mistrzostwa świata Holmenkollen, 21.2.1986 – 23.2.1986                     |
| Data                                                   | Konkurencja                                            | miejsce                                                                          | miejsce                                                                  | miejsce                                                                    |
| ------------------------------------------------------ | ------------------------------------------------------ | -------------------------------------------------------------------------------- | ------------------------------------------------------------------------ | -------------------------------------------------------------------------- |
| 21 lutego 1986                                         | Bieg indywidualny (20 km)                              | Walerij Miedwiedcew                                                              | André Sehmisch                                                           | Alfred Eder                                                                |
| 22 lutego 1986                                         | Sprint (10 km)                                         | Walerij Miedwiedcew                                                              | Franz Schuler                                                            | André Sehmisch                                                             |
| 23 lutego 1986                                         | Sztafeta (4 × 7,5 km)                                  | ZSRR Dmitrij Wasiljew · Jurij Kaszkarow · Walerij Miedwiedcew · Siergiej Bułygin | NRD Jürgen Wirth · Frank-Peter Roetsch · Matthias Jacob · André Sehmisch | Włochy Werner Kiem · Gottlieb Taschler · Johann Passler · Andreas Zingerle |

| 5. Lahti, 7.3.1986 – 9.3.1986 | 5. Lahti, 7.3.1986 – 9.3.1986 | 5. Lahti, 7.3.1986 – 9.3.1986                                       | 5. Lahti, 7.3.1986 – 9.3.1986                                          | 5. Lahti, 7.3.1986 – 9.3.1986                                                 |
| Data                          | Konkurencja                   | miejsce                                                             | miejsce                                                                | miejsce                                                                       |
| ----------------------------- | ----------------------------- | ------------------------------------------------------------------- | ---------------------------------------------------------------------- | ----------------------------------------------------------------------------- |
| 7 marca 1986                  | Sztafeta (4 × 7,5 km)         | NRD Jurgen Wirth · Jens Steinigen · Matthias Jacob · André Sehmisch | Norwegia Bjarne Thomassen · Gisle Fenne · Eirik Kvalfoss · Geir Einang | Finlandia Risto Moisejeff · Antero Lähde · Arto Jääskeläinen · Tapio Piiponen |
| 8 marca 1986                  | Bieg indywidualny (20 km)     | Peter Angerer                                                       | Jan Matouš                                                             | Andreas Zingerle                                                              |
| 9 marca 1986                  | Sprint (10 km)                | André Sehmisch                                                      | Fritz Fischer                                                          | Johann Passler                                                                |

| 6. Boden, 14.3.1986 – 16.3.1986 | 6. Boden, 14.3.1986 – 16.3.1986 | 6. Boden, 14.3.1986 – 16.3.1986                                              | 6. Boden, 14.3.1986 – 16.3.1986                                     | 6. Boden, 14.3.1986 – 16.3.1986 |
| Data                            | Konkurencja                     | miejsce                                                                      | miejsce                                                             | miejsce                         |
| ------------------------------- | ------------------------------- | ---------------------------------------------------------------------------- | ------------------------------------------------------------------- | ------------------------------- |
| 14 marca 1986                   | Bieg indywidualny (20 km)       | Tapio Piipponen                                                              | André Sehmisch                                                      | Alfred Eder                     |
| 15 marca 1986                   | Sprint (10 km)                  | Matthias Jacob                                                               | Siergiej Antonow                                                    | Eirik Kvalfoss                  |
| 16 marca 1986                   | Sztafeta (4 × 7,5 km)           | ZSRR Dmitrij Wasiljew · Jurij Kaszkarow · Aleksandr Popow · Siergiej Antonow | NRD Jurgen Wirth · Jens Steinigen · Matthias Jacob · André Sehmisch | Finlandia                       |

### Klasyfikacje
| Miejsce | Zawodnik         | Punkty |
| ------- | ---------------- | ------ |
| 1.      | André Sehmisch   | 158    |
| 2.      | Peter Angerer    | 146    |
| 3.      | Matthias Jacob   | 124    |
| 4.      | Tapio Piipponen  | 123    |
| 5.      | Alfred Eder      | 120    |
| 6.      | Andreas Zingerle | 113    |
| 7.      | Jan Matouš       | 110    |
| 8.      | Siergiej Antonow | 109    |
| 9.      | Eirik Kvalfoss   | 103    |
| 10.     | Jurij Kaszkarow  | 93     |

| Miejsce | Zawodnik              | Punkty |
| ------- | --------------------- | ------ |
| 11.     | Frank-Peter Roetsch   | 92     |
| 12.     | Dmitrij Wasiljew      | 91     |
| 13.     | Gisle Fenne           | 87     |
| 14.     | Fritz Fischer         | 83     |
| 15.     | Jürgen Wirth          | 82     |
| 16.     | Herbert Fritzenwenger | ?      |
| 17.     | Walerij Miedwiedcew   | ?      |
| 18.     | Gottlieb Taschler     | ?      |
| 19.     | Øivind Nerhagen       | ?      |
| 20.     | Johann Passler        | ?      |

## Kobiety

### Wyniki
| Mistrzostwa świata Falun, 14.2.1986 – 16.2.1986 | Mistrzostwa świata Falun, 14.2.1986 – 16.2.1986 | Mistrzostwa świata Falun, 14.2.1986 – 16.2.1986          | Mistrzostwa świata Falun, 14.2.1986 – 16.2.1986         | Mistrzostwa świata Falun, 14.2.1986 – 16.2.1986    |
| Data                                            | Konkurencja                                     | miejsce                                                  | miejsce                                                 | miejsce                                            |
| ----------------------------------------------- | ----------------------------------------------- | -------------------------------------------------------- | ------------------------------------------------------- | -------------------------------------------------- |
| 14 lutego 1986                                  | Bieg indywidualny (15 km)                       | Eva Korpela                                              | Siv Lunde                                               | Sanna Grønlid                                      |
| 15 lutego 1986                                  | Sprint (7,5 km)                                 | Kaija Parve                                              | Nadija Biełowa                                          | Eva Korpela                                        |
| 16 lutego 1986                                  | Sztafeta (3 × 7,5 km)                           | ZSRR Nadija Biełowa · Kaija Parve · Wieniera Czernyszowa | Szwecja Eva Korpela · Inger Björkbom · Sabiene Karlsson | Norwegia Sanna Grønlid · Siv Lunde · Anne Elvebakk |

### Klasyfikacje
| Klasyfikacja generalna |               |        |
| \| 1. \| Eva Korpela \| ? \| \| 2. \| Sanna Grønlid \| ? \| \| 3. \| Lise Meloche \| ? \| \| ... \| \| \| \| 6. \| Kerryn Rim \| ? \| |               |        |
| Miejsce | Zawodniczka   | Punkty |
| 1. | Eva Korpela   | ?      |
| 2. | Sanna Grønlid | ?      |
| 3. | Lise Meloche  | ?      |
| ... |               |        |
| 6. | Kerryn Rim    | ?      |